# Касимова Назокат Анварівна
Назокат Анварівна Касимова (нар. 1969, Ташкент) — доктор політичних наук, професор, політолог, ведучий експерт з дослідження проблем міжнародних систем і глобального розвитку, регіональної інтеграції, регіональної безпеки, реформування вищої освіти Узбекистану.

## Біографія
Назокат Касимова народилася в родині Анвара Касимова, провідного радянського, узбецького вченого-сходознавця, індолога, тюрколога, експерта з питань зовнішньої політики і міжнародних відносин, доктора історичних наук, професора.
Назокат Касимова у 1991 році закінчила історичний факультет Ташкентського державного університету. У 1995 році захистила кандидатську дисертацію. У 2002 році захистила докторську дисертацію. У 1993-1994 роках навчалася в аспірантурі Вашингтонського університету.
Стажувалася: в 2000 році в Дослідницькому центрі Вудро Вільсона (США), в 2008 році Університеті Цукуба (Японія), в 2011 році Американському університеті / програма Фулбрайт. Має понад 50 наукових публікацій. Член групи експертів з реформування вищої освіти Міністерства вищої і середньої спеціальної освіти Республіки Узбекистан. Працювала спільно з низкою міжнародних організацій та проектів. Професор Узбецького університету світової економіки і дипломатії.